# Graphical Kernel System
Graphical Kernel System, GKS – standard ISO dotyczący niskopoziomowego przetwarzania graficznego, pierwsza wersje powstała w 1973 roku. GKS definiuje zestaw funkcji rysowania dla dwuwymiarowej grafiki wektorowej. Normalizacja ułatwia tworzenie programów graficznych poprzez znormalizowanie i łatwiejsze określenie ich współpracy z urządzeniami peryferyjnymi (DIN 66252 lub ISO/DIN 7942) takimi jak monitor komputera, plotery, digitizery itp.
Jądro systemu graficznego służy odwzorowywaniu grafik 2D oraz 3D przez znormalizowane „prymitywy” graficzne dla grafik wektorowych oraz rastrowej.
Konwersja następuje dwufazowo: Program użytkowy → GKS, następnie GKS → program sprzęgowy do obsługi urządzeń (in/out – Wejścia wyjścia).